# 范蠡湖
范蠡湖为位于中国浙江省嘉兴市南湖区环城南路北侧198号的一处小型湖泊，东邻嘉兴市实验初级中学范蠡湖校区。传春秋时范蠡偕西施曾在此隐居，亦在此发棹泛游五湖，又传西施亡于此并葬在湖中，故又称西施冢。旧时水域广阔，后不断缩小，今湖区长100米，宽15米，1986年8月修复后辟为占地5351平方米的公园，园内以水景取胜，景点环湖而筑。另传西施在此居住时倾脂粉水于湖中，湖中遂产五彩螺。
南宋淳熙年间（1174-1189）姚颖始在湖畔筑园，称景范庐。明代因其地建范蠡祠、范蠡宅，祠中奉范蠡与西施像，光绪重修时在西北岸建歇山顶水阁，南向临湖，称西施妆台。其后一径之隔为金明寺，始建于南宋开禧元年（1205），明正统元年（1436）重建，全盛时有三大殿及湖天海月阁、凭虚揽胜轩等，今仅存硬山顶前殿。东侧为小庭园，园内假山上建有八角亭槜李亭，周边植槜李，旁有吴越轩和九曲桥等。